# NGC 7100
NGC 7100 is een ster in het sterrenbeeld Pegasus. Het hemelobject werd op 31 augustus 1886 ontdekt door de Franse astronoom Guillaume Bigourdan.